# 아이들의 장난감
《아이들의 장난감》(일본어: こどものおもちゃ 코도모노 오모챠[*])은 슈에이샤의 소녀만화잡지 리본(りぼん)에서 1994년 8월호부터 1998년 11월호까지 연재된 오바나 미호의 소녀만화작품이며, 이를 바탕으로 애니메이션화되었다. 애니메이션은 TV도쿄계열에서 1996년 4월 5일부터 1998년 3월 27일까지 총 102화 완결로 방영되었다.
한국어판은 1999년 학산문화사에서 같은이름으로 단행본과 애장판이 번역발간되었으며, 한국어 더빙 애니메이션은 원작애니메이션 방영으로부터 8년이 지난 후에야 2004년 애니원을 통해 1기 분량(1-50화)만 방영되었다.

## 줄거리
인기 아역 탤런트 쿠라타 사나(倉田紗南)가 다니는 진보초등학교 6학년 3반은 엄청난 문제아 하야마 아키토(羽山秋人)를 중심으로 한 남학생들에 의해 학급 붕괴를 일으키고 있었다. 그 동안 아키토의 만행에 아무도 반항하지 못했지만, 어른들에게조차 당당한 모습을 보이는 사나가 마침내 아키토를 향해 도전장을 내밀고, 결국 사나의 승리로 인해 6학년 3반은 평화로워지게 된다. 이후 사나와 아키토를 중심으로, 평범한듯하면서도 평범하지 않은 에피소드가 코믹하게 그려지고 있다.

## 주요 등장인물
- 쿠라타 사나(倉田紗南) / 유시내

극단 코마와리 소속의 아역 탤런트로, 매사에 활발하고 당당한 모습을 보이는 것이 매력 포인트. 이로 인해 또래 어린이들에게 엄청난 인기를 받고 있다. 출생에 관해 어두운 과거를 갖고 있지만, 매사에 낙천적으로 생각하는 탓에 그다지 개의치 않고 있다. 같은 반의 골칫덩이 하야마 아키토를 퇴치하려는 것으로 이 작품의 막을 열었으며 이후 여러 가지 일을 겪어나가고 있다. 사나의 친아버지는 고조타케시 즉 사나의 본명은 고조사나 다 (한국판에서는 시내의 본명이 유시내가 아닌 오시내 다)
- 하야마 아키토(羽山秋人) / 하준영

진보초등학교 6학년 3반을 난장판으로 만든 장본인. 그러나 쿠라타 사나의 집요한 공격에 결국 무릎을 꿇게 된다. 사실 이러한 만행은 자신을 낳으면서 어머니께서 돌아가신 것을 두고 누나로부터 "악마"라는 소리를 들은 데다 아버지와의 대화마저 단절되는 아픈 집안 사정 때문이었는데, 사나의 대활약(?)을 통해 해결되면서 얼어붙어 있던 마음이 서서히 따뜻해졌다. 그리고 사나를 좋아하게 되었고 이후 중학교에도 같이 진학하여 이런저런 일을 겪고 있다.
- 사가미 레이(相模玲) / 레이

사나의 매니저 겸 운전수. 여러 가지 사정으로 인해 노숙 생활을 하다가 사나에게 이끌려 오게 되었다. 실의에 빠진 채 하루하루를 무의미하게 살아가던 자신을 정상 궤도에 올려준 사나에게 매사에 고마워하고 있다.
- 쿠라타 미사코(倉田美紗子) / 유영실

사나의 양어머니. 어린 나이에 결혼하여 불과 2년 만에 이혼하는 아픈 경험을 하였지만, 역설적이게도 바로 이 경험으로 인해 낙천적인 성격이 발동하였고 지금은 최고 인기 소설가로서 꽤 성공한 모습이다. 다만 그 낙천적인 성격이라는 것이 바로 기괴한 행동으로 직결되는 탓에, 머리에는 다람쥐 마로를 기르고 있고 온갖 괴상망칙한 도구를 집안에 들여놓고 있다. 이 도구는 소설 연재 담당 온다 씨로부터 달아난다거나, 혹은 못말리는 도박광 전남편 카시마 씨를 집에서 내쫓아버릴 때 주로 활용하고 있다. 하지만 필요한 상황에서는 근엄한 표정으로 뼈 있는 충고를 하는 것도 잊지 않고 있다.
- 카무라 나오즈미(加村直澄) / 박수련

사나와 같은 또래의 미소년 탤런트로, 역시 사나와 마찬가지로 출생에 있어 어두운 과거를 가지고 있다. 카무라 학원에서 자라던 시절, 사나의 씩씩한 모습에 감명을 받아 사나와 같은 곳에서 일하고 싶은 생각에 아역 탤런트를 시작하여 지금은 또래 여자아이들로부터 엄청난 인기를 얻을 정도로 성장했다. 사나에 대해서는 동질감, 동경심, 그리고 애정 이 3가지가 복잡하게 얽혀 있지만, 하야마와 사나의 관계를 알고 있는 상황에서 나오즈미가 할 수 있는 것은 그저 사나가 행복하기를 바랄 뿐이다.
- 고조 다케시(五條武史 : 애니메이션 오리지널 캐릭터) / 오영걸

인기없는 조연 배우로 뭐든지 끝까지 해 본 적이 없다. 그러나, 사나를 만나고부터 그의 인생엔 변화가 오게 되고, 미니시리즈의 준레귤러역까지 맡게 된다. 그러던 중, 갑자기 가슴에 통증을 느끼고 쓰러지게 된다.사실 그는 사나의 친아버지로 젊은시절 사나의 어머니와 만나 사랑에빠졌다 하지만 그당시 14살이었단 가연은 어린나이에 사나를 임신했고 그 사실을 모르는 다케시는 미국으로 가버렸다 그리고 얼마후 사나가 태어났지만 가연은 어린나이에 아이를 낳았다는게 부끄러워 갓난아기였던 사나를 버리게된다 그리고 11년후 그는 사나랑 상봉하게 되지만 사나가 자신의 친딸이란 사실을 전혀모른다..그러던중 병원에입원했을 때 한 기자의 말에 사나가 자신의 친딸이란 사실을 알게되고 드라마의 마지막장면을 처음이자 마지막으로 완벽하게 성공하고 생을 마감한다
- 마쓰이 후카(松井風花)

예전에 사나가 사는 동네에 살았던 적이 있는 오사카 출신 소녀이다. 매사에 씩씩하고 활발한 성격은 물론이고, 얼굴 생김새까지도 사나와 굉장히 비슷하여 사나와 죽이 잘 맞다. 하지만 초등학교 6학년 때, 유치원 때 아키토와의 첫 키스 소문이 잘못 퍼지면서 그만 서로 좋아하던 타카이시와 헤어지게 되고, 이로 인해 큰 상처를 입는다. 이후 아키토와 사귀는 등의 우여곡절 끝에, 결국에는 타카이시와 다시 사귀게 된다.
- 구루미 아사코(来海麻子) / 정다혜

초인기 여자 탤런트. 고등학교 때부터 레이와 계속 사귀고 있다. 한 때 탤런트 과정에 집중하고자 레이에게 잠시 만나지 말자고 했는데, 레이는 이것을 이별 선언으로 받아들이고 충격에 빠져 한동안 방황했었다.
- 사사키 쓰요시(佐々木剛 : 원래 오키 쓰요시 大木剛) / 강지우

아키토의 친한 친구로, 항상 그가 만행을 저지를 때마다 안타까워 했었다. 사나가 아키토의 집안 사정을 알게 된 것도 사실은 쓰요시의 귀띔 덕분. 원래 쓰요시는 사나를 좋아하고 있었지만 같은반의 아야에게 고백을 받은 이후로는 아야와 그야말로 찰떡궁합과도 같은 사랑을 하게 된다. 그리고 사나와 아키토를 계속해서 지켜보며 어떻게든 이어주려고 노력한다. 참고로 쓰요시는 겉으로는 굉장히 얌전한 성격이고 실제로도 그렇지만, 간혹 정말로 화가 나면 교실 하나 날리는 것 정도는 쉽게 해낼 정도로 무서워진다.
- 스기타 아야 (杉田亜矢) / 아영

사나의 동급생. 쓰요시와 사귐.
- 사카이 게이코 (坂井佳子) / 정가연

사나의 친모. 14세에 사나를 낳은 후 버림. 미사코에게 "개나 고양이도 할 수 있는 일(아이를 낳고 기르는 일)을 못 한다"는 말을 들음.
- 하야마 나쓰미(羽山夏美) / 하선미

어머니가 아키토를 낳다가 돌아가신 것을 두고 아키토가 어머니를 죽였다면서 마구 구박해왔다. 심지어는 아키토에게 "악마의 자식"이라는 심한 말까지 했는데 이것이 6학년 때까지 아키토가 악행을 저지르는 직접적인 원인이 되었다. 그러나 사나가 나서서 아키토와 가족들의 대화를 주선한 이후로는 자신의 잘못을 깨닫고 아키토에게 좋은 누나가 되어 준다.
- 하야마 후유키(羽山冬騎)

아키토의 아버지. 본명은 하야마 후유키. 잦은 출장과 일에 의해 아이들과 소원한 관계에 있었으나 사나에 의해 원만한 가족 관계로 회복됨.

## 일본판

### 목소리 출연
- 오다 시즈에 / 쿠라타 사나
- 나카사키 다쓰야 / 하야마 아키토
- 기노 하나 / 쿠라타 미사코
- 나이토 료 / (사가미 레이 / 레이)
- 코모 / 바비트 / 코모
- 마쓰야마 다카시 / (하야마 후유키(
- 미자와 마유미 / (사사키 쓰요시)
- 오카무라 아케미 / (하야마 나쓰미)
- 아마노 케이코 / (시무라 치요)
- 미나미 오미 / (가무라 나오즈미)
- 무정 (송선생)
- 이코마 하루미 (마츠이 후카)
- 키쿠치 아키코 (스기타 아야)
- 젠지로 / 윤세웅 (젠지로)
- 다카하시 히로시 (고조 타케시)
- 고니시 히로코 (나가오 쇼타)
- 다이치 아키타로 (히가시야마토 미네키치)
- 모리 노리히사 / (온다 다케조)
- 나카오 아즈사 / (쿠루미 아사코)
- 키쿠치 유미코 / (쿠마타니 히사에)
- 히로타 마사노부 / (고미 신이치)

- 장경희 - 유시내
- 김아영 - 하준영
- 함수정 - 유영실
- 신한호 - 레이
- 안정현 - 코모
- 윤세웅 - 하영만 봉만석
- 이현주 - 박지우, 하선미, 가정부
- 장은숙 - 친모, 송선생님, 아영
- 위훈 - 온정수
- 하미경 - 정다혜, 운지, 상민

### 스태프
- 원작: 오바나 미호 (슈에이샤·리본 연재)
- 감독: 다이치 아키타로
- 캐릭터 디자인: 와타나베 하지메
- 작화 감독 → 총작화 감독: 도키나가 요시유키
- 미술 감독: 하시 가쓰히로 → 다카하시 히사요시 → 나카야마 교코
- 촬영 감독: 하야마 야스노리 (제1화 ~ 제44화) → 아카자와 겐지 (제45화 ~ 제102화)
- 시리즈 구성 / 연출 협력: 다카하시 료스케
- 음악: 도미타 게이이치, 아베 준, 무토 세이지
- 음향 감독: 아사리 나오코 → 야마다 지아키
- 프로듀서: 고바야시 노리코 (TV 도쿄), 마쓰시타 요코 (NAS)
- 시리즈 구성: 히라미 미하루 (제83화 ~ 제102화)
- 색채 설정: 요코이 마사토 → 후지타 히로미
- 편집: 마쓰무라 마사히로, 야마모리 시게유키
- 타이틀: 마키 프로
- 현상: 도쿄 현상소
- 음향 효과: 오카세 아키히코 (東洋音響) → 진보 다이스케 (Swara Production) → 요코야마 마사카즈 → 스도 데루요시 → 아리타 도시키 (Swara Production)
- 제작 담당: 스기무라 주로
- 제작 데스크: 미타니 다이치
- 애니메이션 제작: 스튜디오 갸롯푸
- 제작: TV 도쿄, NAS
- © Miho Obana / Shueisha·TV TOKYO·NAS

#### 우리말 제작
- 번역: 김양희
- 녹음·믹싱: 이성수
- 편집: 이소연
- 타이틀: 조아라
- 그래픽: 박수진·김효정
- 조연출: 김정령
- 연출: 김세령

## 주제가
- 오프닝
  - 1기 (1화-44화) : 19시의 뉴스 / 가수: TOKIO / 노원근
  - 2기 (45화-102화) : 울트라 리랙스 / 가수: 시노하라 도모에 / 임유니
- 엔딩
  - 1기 (1화-39화) : 패닉! / 가수 : Still Small Voice / 정선아
  - 2기 (40화-74화) : DAIJO-BU (괜찮아) / 가수 : 히키다 토모코 with 바비트 부대 / 크리스틴
  - 3기 (75화-102화) : PINCH~Love Me Deeper 가수 : 치넨 리나
- 이미지곡
  - 1. Good-bye love(8,10화) / 가수 : 오다 시즈에(小田靜枝)

## 만화책에 대하여
- 만화책 단행본은 총 10권, 완전판은 총 7권이 발간되었다.
- 국내에서는 학산문화사에서 1999년 4월 20일 같은이름으로 단행본 총 10권, 2004년 9월 23일 애장판 총 7권이 번역발간되었다.

## 애니메이션 판에 대하여
- 애니메이션 작화 제작에 대한민국의 애니메이션 제작 업체인 동우애니메이션(당시 동우동화)에서 참여한 바 있다.
- TV도쿄 계열에서 1996년 4월 5일부터 1998년 3월 27일까지 전 102화로 방영. 방송시간은 매주 금요일 오후 6시부터 30분. 방송기간은 2년간의 장기간으로 전반의 1년, 1화부터 51화를 “소학생편” 후반 1년의 52화부터 102화를 “중학생편”이라고 부른다.
- “소학생편”전반은 원작의 내용을 그대로 옮겼으나 20화 이후부터는 원작의 내용을 일부 수정 내지는 아예 원작에서 다루지 않은 애니메이션 오리지널 에피소드를 다루고 있다. 원작에서 상대적으로 다루지 않았던 주변 인물들(마미, 고미 등)에 대해 자세히 묘사하고 있으며, 원작에서 등장하지 않는 토비타 마유, 아야노하나마루코지 토모미, 혹은 고죠 타케시 등의 애니메이션 오리지널 캐릭터도 많이 등장하고 있다. 특히 고죠 타케시의 경우는 원작에서는 사나의 친아버지가 죽었다고 설정한 것을 뒤집기 위해 등장했다.
- “중학생편”전반은 원작의 기본적인 내용을 따르되 일부 내용을 수정하여 진행하고 있으며, 66화 이후부터는 원작과 전혀 다른 애니메이션 오리지널 에피소드가 진행된다. 특히 원작에서 의혹을 남긴 나오즈미의 출생과 관련된 과거를 뉴욕 에피소드를 통해 밝혀내고 있으며, 타카이시와 후카의 관계 역시 원작에서는 독자들의 상상에 맡기는 형태로 넘어갔었지만 애니메이션에서는 분명하게 해피 엔딩으로 묘사하고 있다. 또한 최종 결말 부분 역시 원작과는 다르게 구성되어 있다.
- 애니메이션판의 특징을 말하자면 무엇보다도 “Tempo”. 원작에서도 달리고 날뛰는 사나가 애니메이션에서는 노래부르고 춤추면서 깊숙이 무거운 테마를 가진 “코도챠”의 세계를 밝은 세계로 바꾼 큰 요인이다. 사나가 노래부를 때 사용했던 “노리노리 머신” “노피아” 등의 아이템은 실제로 다카라에서 상품화되어 히트상품이 되었다.
- 애니메이션 판의 또 하나의 특징은 성우에 대담한 기용법이다. 사나역의 오다 시즈에는 DJ, 하야마 역의 나카자키 타츠야는 하야마와 가까운 나이의 중학생. 성우로서는 문외한이었지만 이 두 사람은 훌륭하게 사나와 하야마가 되어 서서히 성장해가는 모습을 잘 보여줬다. 또, 나카자키는 변성기의 중반이었으므로 하야마의 목소리가 점점 어른스러워지는 것도 재미있다.
- 애니메이션 판의 상징이라고 할 수 있는 것이 〈설명역〉으로 만들어진 캐릭터 “바비트”다. 요소요소에 등장하여 이상할 때 등장해 웃음을 만들어낸다. 이 형태가 점점 더 “코도챠”의 세계관이 되어갔다. 처음에는 이름도 없었던 이 “바비트”는 주제가를 부르고 원작에도 역수입되어 최종적으로 “코도챠”에서 빠트릴 수 없는 캐릭터로 성장했다.
- 또, 연예계라는 무대설정에서 애니메이션판엔 실제 연예인들도 다수 출연. 준 레귤러로 “젠지로(코미디언)”가 출연한 이외에도 TOKIO의 마츠오카 마사히로, 시노하라 토모에, 성우역으로 니시무라 토모미가 출연하고 있다.